# 成川豊彦
成川 豊彦（なりかわ とよひこ、男性、1941年1月28日 - ）は、日本の実業家。司法試験予備校講師(憲法)。「早稲田セミナー」創設者・元代表取締役。
株式会社スクール東京最高名誉顧問。
西南政法大学（重慶）客員教授。公認会計士二次試験合格。

## 経歴
1941年1月28日、徳島県に生まれる。1959年、徳島県立城南高等学校卒業、1964年、早稲田大学政治経済学部卒業。
1974年、早稲田セミナー開業、1980年、早稲田経営出版設立、1981年、早稲田行動科学研究所設立。
2007年、早稲田セミナーのセミナー部門を売却、2009年、同年11月設立の株式会社スクール東京の最高名誉顧問に就任。

## 人物
- 早稲田セミナーの経営者時代にローカルFM放送局J-waveの番組に出演したとき（2005年1月15日）に「経営と言うのはギャンブルなんです」と豪語していたが、その自身の成功経験によって獲得した持論を基にした単発の講義をしばしば行っていた。代表的なのは盆と正月に行った「絶対合格・成功の叫び」と、各資格の「合格精神確立講座」である。「絶対合格・成功の叫び」ではサイン会なども行った。株式会社スクール東京においてもこれらの講義は実施している。
- 早稲田セミナー時代には、自らポーズをとったポスターやお守りなどの成川グッズを発案し、早稲田セミナー購買部で販売していた。
- 早稲田セミナー経営者時代から自らの体験をもとに、自然食品に力を入れるようになり、1987年自然食研究開始、1989年自然食品センターを開設した。さらに1991年には、高田馬場駅前でナチュラル・フーズ・ショップ・ライフリーを開業、2003年には「ライフリー」2号店をオープン、さらに自然食菜レストラン「ライフリー」を開店していた。しかし2号店は2007年3月31日、1号店も2008年11月30日閉店となった。現在はこの種の事業は行っていない。

## メディア
2019年1月28日　78歳の誕生日より、youtubeでのチャンネル「スクール東京チャンネル」を開始した。「時事」「文章術」「健康」「昔のエピソード」「漫談」「期即連」など、成川氏の知恵を惜しみなく披露し、人気を博している。

## 著書
経営者であった時代は早稲田経営出版から自らの著作を多く出版していたが、2007年9月を最後に同社からの出版はなくなった。その後の新刊は一般の出版社から数冊が出版されているのみであり、過去の出版物も在庫が尽きて品切れになっているものが多い。（2015年6月、社団法人日本書籍出版協会調べ、監修は除く）
- 『30秒でつかめるケース別人間関係の急所』（KKロングセラーズ、2015年）
- 『「成川式」短答マーカー合格法』（PHP研究所、2011年）
- 『「成川式」マトリックス六法　憲法』（PHP研究所、2010年）
- 『「成川式」マトリックス六法　民法』（PHP研究所、2010年）
- 『決定版　成川式　文章の書き方』（PHP研究所、2010年）
- 『会社員の品格 - 絶対にマネしてはいけない125人のバカ』（講談社、2009年、廃刊）
- 『成川式択一六法　憲法編　2008年版』（早稲田経営出版、2007年）
- 『「自分改造」勉強法 - できない自分をいじめない！』（KKロングセラーズ、2007年）
- 『合格判例　憲法[第3版]』（早稲田経営出版、2007年）
- 『なにがなんでも合格　行政書士過去問　1　憲法』（早稲田経営出版、2007年）
- 『成川式・ビジネス文書検定　3級テキスト』（早稲田経営出版、2007年）
- 『成川式・合格集中力』（早稲田経営出版、2006年）
- 『必ず合格する“成川式”勉強法!』（三笠書房、2006年）
- 『成川式択一六法　憲法編　2007年版』（早稲田経営出版、2006年）
- 『司法書士　プログレス　1　憲法[第2版]』（早稲田経営出版、2006年）
- 『新司法試験　成川式・短答六法　憲法』（早稲田経営出版、2006年）
- 『試験でAをとる本　憲法』（2005年、早稲田経営出版）
- 『高校、大学受験　驚くべき習慣「合格脳」になる法則』（三笠書房、2005年、廃刊）
- 『成川式・司法試験　合格論文の書き方[第2版]』（早稲田経営出版、2005年）
- 『成川式・司法試験　択一マーカー合格法[第2版]』（早稲田経営出版、2005年）
- 『司法試験　早解き択一過去問集[最新版]』（早稲田経営出版、2004年）
- 『どんな試験にも受かる合格の法則』[改訂新版]（三笠書房、2003年、廃刊）
- 『アルバイト＆パートを正社員よりも「戦力」にする本』（PHP研究所、2003年、廃刊）
- 『イラストでわかる　メシが食える資格試験必勝法』（共著、東洋経済新報社、2003年）
- 『「お金持ち」になる階段の上り方』（青春出版社、2003年、廃刊）
- 『期即連 - これさえ実行すれば誰でも「仕事のプロ」になれる』（PHP研究所、2002年、廃刊）
- 『50代の仕事・就職…再挑戦』（三笠書房、2002年、廃刊）
- 『60歳から国家試験に合格する法』（PHP研究所、2002年、廃刊）
- 『独立して成功する人・失敗する人』（PHP研究所、2004年）
- 『資格試験短期合格システムで勝つ！』（KKロングセラーズ、2002年、廃刊）
- 『成川式　小論文の書き方』（PHP研究所、2000年）
- 『「売れる営業マン」になる』（ダイヤモンド社、1999年）
- 『「苦手なアノ人」とうまくつきあう法』（日本実業出版社、1999年、廃刊）
- 『言いたくても言えなかったちょっと過激な仕事の作法』（講談社、1998年、廃刊）
- 『成川式人間関係に強くなる本』（KKロングセラーズ、1998年）
- 『自分に勝つ法則』（PHP研究所、1998年、廃刊）
- 『成川式文章の書き方[改訂版]』（PHP研究所、1998年）
- 『アーティカル憲法 上・下・別冊』（早稲田経営出版、1997年、廃刊）
- 『「合格食」バンザイ』（集英社、1997年）
- 『創業の極意』（成星出版、1996年、廃刊）
- 『成功への挑戦』（三天書房、1995年、廃刊）
- 『合格だけを考えろ』（ダイヤモンド社、1995年、廃刊）
- 『ちょっとした社内作法』（講談社、1994年、廃刊）